# Tri-Polar
Tri-Polar es el tercer álbum de estudio de Sick Puppies también con una versión delux el cual salió el 17 de mayo de 2011. Este álbum hasta la fecha ha sido el más famoso de la banda.

## Lista de canciones
| Standard |                          |                             |          |  |
| N.º      | Título                   | Escritor(es)                | Duración |  |
| 1.       | «War»                    | Moore, Anzai                | 3:13     |  |
| 2.       | «I Hate You»             | Moore, Anzai, Frederiksen   | 3:28     |  |
| 3.       | «Riptide»                | Moore, Anzai, Armato, James | 3:11     |  |
| 4.       | «You're Going Down»      | Moore, Anzai, Armato, James | 3:07     |  |
| 5.       | «Odd One»                | Moore, Anzai, Armato, James | 3:47     |  |
| 6.       | «So What I Lied»         | Moore, Anzai, Armato, James | 3:42     |  |
| 7.       | «Survive»                | Moore, Anzai, Mills, Null   | 3:12     |  |
| 8.       | «Should've Known Better» | Moore, Anzai, Mills         | 3:52     |  |
| 9.       | «Maybe»                  | Moore, Anzai, Frederiksen   | 3:29     |  |
| 10.      | «Don't Walk Away»        | Moore, Anzai, Frederiksen   | 3:48     |  |
| 11.      | «Master of the Universe» | Moore, Anzai, Armato, James | 3:33     |  |
| 12.      | «In It for Life»         | Moore, Anzai, Armato, James | 4:05     |  |
| 13.      | «White Balloons»         | Moore, Anzai, Armato, James | 3:39     |  |

## Posicionamiento en lista

### Álbum
| Lista (2009/10/11)              | Posiciones |
| ------------------------------- | ---------- |
| New Zealand Albums Chart        | 17         |
| US Billboard 200                | 31         |
| US Billboard Alternative Albums | 9          |
| US Billboard Hard Rock Albums   | 11         |
| US Billboard Rock Albums        | 12         |
| US Billboard Digital Albums     | 24         |
| UK Albums Chart                 | 148        |

### Sencillo
| Año  | Título              | Posiciones | Posiciones      | Posiciones        | Posiciones |
| Año  | Título              | U.S.       | Mainstream Rock | Alternative Songs | US Rock    |
| ---- | ------------------- | ---------- | --------------- | ----------------- | ---------- |
| 2009 | "You're Going Down" | 108        | 2               | 11                | 8          |
| 2009 | "Odd One"           | —          | 6               | 15                | 10         |
| 2010 | "Maybe"             | 56         | 20              | 6                 | 15         |
| 2011 | "Riptide"           | —          | 3               | 14                | 6          |

## Créditos
- Shimon Moore - vocalista principal, guitarra principal
- Emma Anzai - bajo, coros
- Mark Goodwin - baterista